# ۲۳۴ (پیش از میلاد)
۲۳۴ (پیش از میلاد) ۲۳۴مین سال قبل از تقویم میلادی است.